# Dźhelam (rzeka)
Dźhelam (urdu ਜੇਹਲਮ, دریاۓ جہلم, ang. Jhelum, starogr. Ὑδάσπης Hydáspēs) – rzeka w północnych Indiach i Pakistanie, źródła w Himalajach, dopływ rzeki Ćanab. Długość ok. 800 km, powierzchnia dorzecza 55 300 km².
Źródła rzeki znajdują się na południowych stokach Himalajów, w górach Pir Pandźal. Główne miasto nad rzeką to Śrinagar.
W roku 326 p.n.e. w pobliżu tej rzeki miała miejsce bitwa pomiędzy wojskami Aleksandra Wielkiego i księcia Porosa.
Rzekę Dźhelam wykorzystuje się do nawadniania pól uprawnych oraz w środkowym, a także w dolnym biegu do żeglowania. W środkowym biegu rzeki znajduje się zbiornik wodny oraz hydroelektrownia Mangla.
Jej wody zamieszkiwał suzu indusowy.